# Qualificazioni al campionato mondiale di calcio 2018 - AFC - seconda fase - girone E
Questa voce raccoglie i risultati delle partite del girone E valido come secondo turno di qualificazione al Campionato mondiale di calcio 2018 per la zona di competenza dell'AFC.
| Squadra     | P.ti | G | V | P | S | RF | RS | DR  |
| ----------- | ---- | - | - | - | - | -- | -- | --- |
| Giappone    | 22   | 8 | 7 | 1 | 0 | 27 | 0  | +27 |
| Siria       | 18   | 8 | 6 | 0 | 2 | 26 | 11 | +15 |
| Singapore   | 10   | 8 | 3 | 1 | 4 | 9  | 9  | 0   |
| Afghanistan | 9    | 8 | 3 | 0 | 5 | 8  | 24 | -16 |
| Cambogia    | 0    | 8 | 0 | 0 | 8 | 1  | 27 | -26 |

| Squadra     | Giappone (bandiera) | Siria (bandiera) | Afghanistan (bandiera) | Singapore (bandiera) | Cambogia (bandiera) |
| ----------- | ------------------- | ---------------- | ---------------------- | -------------------- | ------------------- |
| Giappone    | —                   | 5 – 0            | 5 – 0                  | 0 – 0                | 3 – 0               |
| Siria       | 0 – 3               | —                | 5 – 2                  | 1 – 0                | 6 – 0               |
| Afghanistan | 0 – 6               | 0 – 6            | —                      | 2 – 1                | 3 – 0               |
| Singapore   | 0 – 3               | 1 – 2            | 1 – 0                  | —                    | 2 – 1               |
| Cambogia    | 0 – 2               | 0 – 6            | 0 – 1                  | 0 – 4                | —                   |

## Risultati

### 1ª giornata
| Arbitro: | Liu Kwok Man |

|  |           |                                       |
|  | Marcatori | 9’ Amri 21’, 35’ Baharudin 55’ Shahul |

| Arbitro: | Ilgiz Tantashev |

|  |           |                                                                   |
|  | Marcatori | 19’, 35’ Rafe 42’ Ajan 67’ Hussain 75’ Malki 90+2’ (rig.) Khribin |

### 2ª giornata
| Saitama 16 giugno 2015, ore 19:34 UTC+9 | Giappone                   | 0 – 0 referto | Singapore | Saitama Stadium 2002 (57 533 spett.)\| Arbitro: \| Mohanad Qasim Eesee Sarray \| |
| Arbitro:                                | Mohanad Qasim Eesee Sarray |               |           |                                                                                  |

| Arbitro: | Ilgiz Tantashev |

|  |           |           |
|  | Marcatori | 87’ Zazai |

### 3ª giornata
| Arbitro: | Kim Hee-gon |

|                                  |           |  |
| Honda 28’ Yoshida 50’ Kagawa 61’ | Marcatori |  |

| Arbitro: | Yousef Al-Marzouq |

|           |           |  |
| Jafal 59’ | Marcatori |  |

### 4ª giornata
| Arbitro: | Wang Di |

|  |           |                                                            |
|  | Marcatori | 29’, 39’ Khribin 31’ Malki 44’ Maowas 50’ Midani 81’ Omari |

| Arbitro: | Khamis Al-Kuwari |

|  |           |                                                          |
|  | Marcatori | 10’, 50’ Kagawa 35’ Morishige 57’, 60’ Okazaki 74’ Honda |

### 5ª giornata
| Arbitro: | Ng Chiu Kok |

|          |           |  |
| Amri 72’ | Marcatori |  |

| Arbitro: | Ravshan Irmatov |

|  |           |                                        |
|  | Marcatori | 55’ (rig.) Honda 70’ Okazaki 88’ Usami |

### 6ª giornata
| Arbitro: | Dmitriy Mashentsev |

|                                   |           |                         |
| Omari 9’, 21’ 83’ Maowas 32’, 90’ | Marcatori | 44’ Amiri 78’ Shayesteh |

| Arbitro: | Kim Dae Yong |

|                     |           |            |
| Ramli 16’ Nawaz 47’ | Marcatori | 65’ Suhana |

### 7ª giornata
| Arbitro: | Fahad Al-Mirdasi |

|  |           |                                    |
|  | Marcatori | 20’ Kanazaki 26’ Honda 88’ Yoshida |

| Arbitro: | Adham Makhadmeh |

|                                 |           |  |
| Zazai 42’ Amiri 78’ Amani 90+4’ | Marcatori |  |

### 8ª giornata
| Arbitro: | Fu Ming |

|  |           |                               |
|  | Marcatori | 51’ (aut.) Laboravy 90’ Honda |

| Arbitro: | Kim Jong-hyeok |

|                    |           |                    |
| Safuwan 89’ (rig.) | Marcatori | 20’, 90+3’ Khribin |

### 9ª giornata
| Arbitro: | Chris Beath |

|                                                                        |           |  |
| Khribin 7’, 19’ Kallasi 57’ Makara 70’ (aut.) Al Hussain 80’ Malki 84’ | Marcatori |  |

| Arbitro: | Mohanad Qasim Eesee Sarray |

|                                                                        |           |  |
| Okazaki 43’ Kiyotake 58’ Mukhammad 63’ (aut.) Yoshida 74’ Kanazaki 78’ | Marcatori |  |

### 10ª giornata
| Arbitro: | Fu Ming |

|                       |           |            |
| Amani 39’ Shirdel 79’ | Marcatori | 89’ Fazrul |

| Arbitro: | Alireza Faghani |

|                                                               |           |  |
| Al Masri 17’ (aut.) Kagawa 66’, 90’ Honda 86’ Haraguchi 90+3’ | Marcatori |  |